# پیتر کروکر
پیتر کروکر (انگلیسی: Peter Croker; ۲۱ دسامبر ۱۹۲۱ – ۷ دسامبر ۲۰۱۱) بازیکن فوتبال اهل بریتانیا بود.
از باشگاه‌هایی که در آن بازی کرده‌است می‌توان به باشگاه فوتبال چارلتون اتلتیک، باشگاه فوتبال ابسفلیت یونایتد، باشگاه فوتبال برنتفورد، باشگاه فوتبال بروملی، و باشگاه فوتبال واتفورد اشاره کرد.